# 反斯拉夫情緒
反斯拉夫情緒，或反斯拉夫主義（英語：Anti-Slavism，或稱），是歧視或仇外的一種，通常指對斯拉夫人的諸多負面情緒，以斯拉夫人相較其他族群更加低劣的論調爲主。這一理論往往與斯拉夫主義相對。第二次世界大戰期間，隨著納粹德國宣佈斯拉夫人（尤其是與德國接壤之波蘭民衆）爲次等人類、計劃滅絕其絕大多數成員之行徑的出現，反斯拉夫主義一度達到高峰。